# Bio Kontrast
Bio Kontrast är det gemensamma namnet på ett antal föreningar i Sverige som arrangerar icke-kommersiella biografvisningar för allmänheten, som ett komplement till reguljärt filmutbud. Bio Kontrast bildades i Gävle 1968, med syftet att ge landsorten ett alternativ till den vanliga filmrepertoaren. Bio Kontrast knöts år 1970 till Folkets Husföreningarnas riksorganisation, vilket filmprofessorn Leif Furhammar har beskrivit som ett sätt för Folkets Hus-rörelsen att reparera "en del av sitt filmideologiskt skamfilade rykte".
Bio Kontrast har verksamhet vid ett 100-tal biografer i landet. Föreningarna använder såväl privata, kommunala och föreningsdrivna biografer för sin verksamhet.
Bio Kontrast är ett samarbete, där Riksorganisationen Folkets Hus och Parker på de flesta orter ansvarar för det centrala arbetet, och lokala föreningar och programråd arrangerar filmvisningarna och bestämmer det lokala filmutbudet.
Bio Kontrast har målet att visa "kvalitetsfilm", även om det begreppet är svårdefiniterat. En stöd för definitionen finns på Folkets hus och parkers webbplats, som skriver "...det finns ändå filmer som i större utsträckning än andra ställer frågor, chockerar och påverkar. I dag när allt fler filmer har en kvalitativ form, kan det istället vara innehållet eller budskapet i en film som får stå för kvaliteten." Ofta arrangeras studiecirklar, föreläsningar och andra kringevenemang i samband Bio Kontrast-visningarna.
I Vingåker samarbetar Bio Kontrast med Studieförbundet Vuxenskolan samt nykterhetsrörelsens organisation Våra gårdar eftersom filmerna visas på IOGT-NTO:s biograf, byggd 1905 och en av landets äldsta biografer som fortfarande är i drift.
Till skillnad från en del andra filmstudioföreningar får Bio Kontrast förutom abonnemang även sälja lösbiljetter.